# Сунифред II (граф Сердани)
Сунифре́д II (кат. Sunifred II; исп. Sunifredo II; умер в 968) — граф Сердани и Конфлана (927—968; самостоятельно с 938) и Бесалу (957—968) из Барселонской династии.

## Биография
Сунифред II был старшим сыном Миро II Младшего и Авы. Согласно завещанию графа Миро II, после его смерти в 927 году его владения были разделены между его старшими сыновьями: Сунифред II получил графства Сердань и Конфлан с округом Бергеда, а Вифред II — графство Бесалу. Младшие сыновья, Олиба Кабрета и Миро Бонфиль, остались без владений. Так как братья были ещё малолетними, управлять всеми владениями стала Ава. В начале её регентства произошло несколько мятежей и была предотвращена попытка графа Барселоны Суньер I, также претендовавшего на опеку над сыновьями Миро II, присоединить к своим владениям Бесалу. Исторические хроники сообщают об успешной помощи, которую в 935 году оказали Сунифред II и Вифред II своей родственнице Эмме, аббатисе монастыря Сан-Хуан-де-лас-Абадесас, когда граф Суньер I попытался захватить владения этого богатого монастыря.
В 938 году Сунифред II достиг совершеннолетия и начал самостоятельно править Серданью и Конфланом, помогая матери и в управлении Бесалу. Когда в 941 году его брат Вифред II также стал совершеннолетним, Ава полностью передала сыновьям управление их владениями. Граф Бесалу находился в подчинённом положении относительно старшего брата и признавал его своим сюзереном, в обмен получив от Сунифреда II помощь в защите своих владений.
В записях исторических хроник от 943 года сообщается об убийстве в местечке Балтарге (в Сердани) графа Осоны Эрменгола, сына Суньера I. Историки считают, что его гибель была следствием нового военного конфликта между сыновьями Миро II и графом Барселоны. Из хартии короля Западно-Франкского государства Людовика IV Заморского, данной 3 февраля 952 года графу Вифреду II, известно о недавно произошедшем мятеже виконта Конфлана Унифреда, о его подавлении и конфискации владений виконта в пользу графов Сердани и Бесалу: в 959 году конфискованные у Унифреда владения были переданы графом Сунифредом II новому виконту Конфлана, Исарну. В 953 году Сунифред II назначил своего брата Олибу Кабрету своим соправителем, в то время как самый младший из братьев, Миро Бонфиль, был уже был монахом. После гибели во время мятежа в конце 957 года графа Вифреда II, Сунифред немедленно выступил с войском против мятежников, разбил их и конфисковал их земли. Так как Вифред не оставил детей, граф Сердани и Конфлана стал его наследником в графстве Бесалу, соединив под своей властью все владения отца.
Сунифред II был очень набожным человеком, предоставившим церквям и монастырям, находившимся в его владениях, многочисленные дары и привилегии. Особенное покровительство он оказывал монастырям Санта-Мария-де-Риполь, Лаграсса, Сан-Пере-де-Родес и Сан-Мигель-де-Кюкса. В декабре 951 года Сунифред II вместе с несколькими прелатами (в том числе, в поездке участвовали епископ Уржеля Гисад II и аббат Санта-Мария-де-Риполь Арнульфо) совершил паломничество в Рим, где получил от папы римского Агапита II несколько булл, подтверждавших привилегии и права иммунитета некоторых каталонских монастырей.
Граф Сунифред II скончался, вероятно, в 968 году. Его дата смерти точно не известна. Историки называют различные даты между 965 и 968 годами, однако, так как существует хартия, подписанная Сунифредом и датированная 968 годом, предполагается, что он умер именно в этом году. Он был похоронен в монастыре Сан-Мигель-де-Кюкса. О его семье ничего неизвестно, поэтому историки предполагают, что он даже не был женат. После смерти Сунифреда его владения были разделены между его младшими братьями: Олиба Кабрета стал графом Сердани и Конфлана, а Миро III Бонфиль, несмотря на духовное звание, получил графство Бесалу.